# Johannes Werner (Autor)
Johannes Werner (* 30. November 1864 in Ohrdruf bei Gotha; † 26. September 1937 in Leipzig) war ein deutscher evangelischer Theologe und kulturhistorischer Schriftsteller.

## Leben
Johannes Werner, Sohn des Pfarrers August Werner, besuchte von 1876 bis 1883 das Gymnasium in Guben und studierte dann an den Universitäten Heidelberg, Berlin, Jena und Marburg evangelische Theologie und Philosophie und wurde 1887 in Jena zum Dr. phil. promoviert. Am 5. August 1889 erhielt er an der Universität Marburg den Titel eines Lic. Theol. und wurde gleichzeitig für historische Theologie habilitiert, 1894 erhielt er den Titel Professor. Am 7. Juni 1899 verzichtete er auf seine venia legendi und lebte seitdem als Privatgelehrter in Leipzig. Er beschäftigte sich mit kirchen-, kunst- und kulturhistorischen Studien und publizierte rege auf diesen Gebieten. Er war „literarischer Beirat“ des Verlages Koehler & Amelang und war für diesen als Herausgeber und „Gestalter“ zahlreicher Lebenserinnerungen, Briefe und Tagebücher tätig.

## Veröffentlichungen (Auswahl)
- Hegels Offenbarungsbegriff. Ein religionsphilosophischer Versuch. Leipzig 1887 (Dissertation; Digitalisat).
- Der Paulinismus des Irenäus. Eine kirchen- und dogmengeschichtliche Untersuchung über das Verhältnis des Irenaeus zur paulinischen Briefsammlung und Theologie. Leipzig 1889 (Teildruck Digitalisat).
- Sascha Schneider: Titelzeichnungen zu den Werken Karl Mays. Mit einführendem Text von Prof. Dr. Johannes Werner. Freiburg i. Br. 1905.
- Wilhelm von Kügelgen. Erinnerungen 1802–1867.
  - [3. Band:] Wilhelm von Kügelgen. Lebenserinnerungen des Alten Mannes in Briefen an seinen Bruder Gerhard 1840–1867. Bearbeitet und herausgegeben von Paul Siegwart v. Kügelgen und Johannes Werner. K. F. Koehler, Leipzig 1923.[3]
  - 1. Band: Wilhelm von Kügelgen. Jugenderinnerungen eines alten Mannes 1802–1820. Nach dem Original-Manuskript mit reichem, zumeist noch unveröffentlichtem Bilderschmuck herausgegeben von Johannes Werner. Koehler & Amelang, Leipzig 1924.
  - 2. Band: Wilhelm von Kügelgen. Zwischen Jugend und Reife des Alten Mannes 1820–1840. Aus Briefen, Tagebüchern und Gedichten gestaltet und mit reichem, zumeist noch nicht veröffentlichtem Bildschmuck herausgegeben von Johannes Werner. Koehler & Amelang, Leipzig 1925.
- Franziska von Altenhausen. Ein Roman aus dem Leben eines berühmten Mannes in Briefen aus den Jahren 1898/1903. Aus einem echten Briefwechsel gestaltet von Johannes Werner. Koehler & Amelang, Leipzig 1927.
- Die Schwestern Bardua. Bilder aus dem Gesellschafts-, Kunst- und Geistesleben der Biedermeierzeit. Aus Wilhelmine Barduas Aufzeichnungen gestaltet von Johannes Werner. Koehler & Amelang, Leipzig 1929.
- Boelcke, der Mensch, der Flieger, der Führer der deutschen Jagdfliegerei. Ein Lebens- und Heldenbild aus seinen Briefen gestaltet. K. F. Koehler, Leipzig 1932.
- Maxe von Arnim, Tochter Bettinas, Gräfin von Oriola 1818–1894. Ein Lebens- und Zeitbild, aus alten Quellen geschöpft von Johannes Werner. Koehler & Amelang, Leipzig 1937.